# Kolarstwo na Letniej Uniwersjadzie 2011 – wyścig ze startu wspólnego kobiet
Wyścig ze startu wspólnego w kolarstwie szosowym kobiet na Letniej Uniwersjadzie 2011 została przeprowadzony 13 sierpnia 2011. Łączny dystans do pokonania wynosił 122 km. Do rywalizacji przystąpiły 34 zawodniczki z 11 państw.

## Wyniki[1]
| Legenda | Legenda                           | Legenda | Legenda                  | Legenda | Legenda         | Legenda | Legenda                                               |
| ------- | --------------------------------- | ------- | ------------------------ | ------- | --------------- | ------- | ----------------------------------------------------- |
| DNF     | Zawodnik nie ukończył rywalizacji | DNS     | Zawodnik nie wystartował | DSQ     | Dyskwalifikacja | OTL     | Zawodnik nie ukończył rywalizacji w określonym czasie |

| Poz. | Zawodnik             | Numer | Reprezentacja     | Czas       |
| ---- | -------------------- | ----- | ----------------- | ---------- |
|      | Gu Sun-geun          | 14    | Korea Południowa  | 3h 31' 42" |
|      | Son Hee-jung         | 11    | Korea Południowa  | + 0"       |
|      | Anne Arnouts         | 1     | Belgia            | + 0"       |
| 4    | Romy Kasper          | 4     | Niemcy            | + 0"       |
| 5    | Yu Seon-ha           | 13    | Korea Południowa  | + 0"       |
| 6    | Aleksandra Sosenko   | 20    | Litwa             | + 0"       |
| 7    | Aizhan Zhaparowa     | 28    | Rosja             | + 0"       |
| 8    | Anli Pretorius       | 31    | Południowa Afryka | + 0"       |
| 9    | Minami Uwano         | 7     | Japonia           | + 0"       |
| 10   | Doris Schweizer      | 33    | Szwajcaria        | + 0"       |
| 11   | Vaida Pikauskaite    | 17    | Litwa             | + 0"       |
| 12   | Jelena Boczarnikowa  | 27    | Rosja             | + 0"       |
| 13   | Yuko Myochin         | 9     | Japonia           | + 0"       |
| 14   | Kathrin Hammes       | 2     | Niemcy            | + 0"       |
| 15   | Lina Kristin Schink  | 3     | Niemcy            | + 0"       |
| 16   | Tseng Hsiao-chia     | 36    | Chińskie Tajpej   | + 0"       |
| 17   | Anna Zawerszinskaja  | 29    | Rosja             | + 0"       |
| 18   | Egle Zablockyte      | 16    | Litwa             | + 17"      |
| 19   | Kristina Czerniszewa | 30    | Rosja             | + 0"       |
| 20   | Jana Schemmer        | 5     | Niemcy            | + 42"      |
| 21   | Sakura Tsukagoshi    | 10    | Japonia           | + 3' 5"    |
| 22   | Tserenlkham Solongo  | 25    | Mongolia          | + 5' 27"   |
| 23   | Kimberley Yap        | 21    | Malezja           | + 5' 38"   |
| 24   | Galina Czerniszowa   | 26    | Rosja             | + 7' 26"   |
| 25   | Yoshiko Kondo        | 6     | Japonia           | + 9' 15"   |
|      | Mirjam Schwager      | 34    | Szwajcaria        | OTL        |
|      | Lee Ae-jung          | 15    | Korea Południowa  | DNF        |
|      | Batbaatar Orkhontuya | 23    | Mongolia          | DNF        |
|      | Leandri du Toit      | 32    | Południowa Afryka | DNF        |
|      | Lee Yu-hsuan         | 35    | Chińskie Tajpej   | DNF        |
|      | Mai Tanaka           | 8     | Japonia           | DNF        |
|      | Huang Ting-ying      | 37    | Chińskie Tajpej   | DNF        |
|      | Ausrina Trebaite     | 18    | Litwa             | DNS        |
|      | Vilija Sereikaite    | 19    | Litwa             | DNS        |